# Nicolas Lemarchand
Pour les articles homonymes, voir Lemarchand.
Nicolas Pierre Anne Lemarchand, né le 15 décembre 1750 à Saint-Malo et mort le 23 mars 1819 à Saint-Paul (La Réunion), est un planteur esclavagiste et homme politique français.

## Biographie

### Vie familiale
Issu d'une famille de négociants bretons prospères, il débarque en 1774 en qualité de second du vaisseau La Ville de l'Orient à l'île Bourbon, aujourd'hui La Réunion. Il s'installe à Saint-Paul et se marie avec une créole en 1777, Françoise Euphrasie Auber, avec qui il a 5 enfants dont seulement 2 survivent à la mort de celle-ci en 1788. 
Il se remarie vers 1793 avec la belge Louise Catin-Delisle. 3 enfants naissent de cette union, dont Olive Lemarchand. 

### Activités professionnelles et politiques
Lecteur de l'Encyclopédie, c'est un franc-maçon qui s'intéresse au développement économique de l'île. 
Entreprenant, il devient garde-magasin d'artillerie en 1781, tout en se lançant avec succès dans l'élevage pour approvisionner les capitales administratives, Saint-Denis et Port-Louis (Isle de France, actuelle île Maurice) ainsi que les navires de passage. En 1789, il est aussi un propriétaire terrien important à Saint-Paul ; il cultive sur ses terrains situés, entre la Rivière des Galets et l'Etang, café, maïs, pois mais aussi du coton. En 1790, 203 esclaves et 4 commis blancs travaillent sous ses ordres (il arrive en troisième position derrière Henri Paulin Panon Desbassayns et Montbrun Gonneau, autres planteurs saint-paulois). Il a vraisemblablement contribué au commerce d'esclaves. 
Participant activement à l'Assemblée coloniale, il devient maire de Saint-Paul en 1791 au moment de la Révolution. Puis il part en France représenter les intérêts de la colonie en tant que député de La Réunion. Mais ses opinions en faveur de l'abolition de l'esclavage, mal perçues à la Réunion, le contraignent à renoncer à son mandat de député en 1794. Il s'exile quelques années aux États-Unis, laissant ses propriétés réunionnaises en l'état. 
En 1802, il revient à Saint-Paul, reprend son activité de propriétaire terrien, possède encore des esclaves (au nombre de 85 en 1807). Il finit ses jours, dans l'îlet d'Aurère à Mafate, qu'il avait découvert puis mis en culture avant son aventure en politique.

## Source
« Nicolas Lemarchand », dans Adolphe Robert et Gaston Cougny, Dictionnaire des parlementaires français, Edgar Bourloton, 1889-1891 [détail de l’édition]

## Autres références
1. 1 2 3  Wanquet, Claude., Les premiers députés de la Réunion à l'Assemblée nationale : quatre insulaires en Révolution, 1790-1798, Karthala, 1992 (ISBN 978-2-86537-378-9, OCLC 29222317, lire en ligne)
2. ↑  Nomdedeu, Danielle Maestri-, Chronologie de La Réunion : de la découverte à la départementalisation, CRESOI, 2001, 184 p. (ISBN 978-2-7181-9601-5, OCLC 493292052, lire en ligne)
3. ↑  Roussin, Antoine, 1819-1894., Album de l'île de la Réunion : recueil de dessins par A. Roussin, accompagné d'un texte historique et descriptif par une société de savants et de gens de lettres., Orphie, 2004, 579 p. (ISBN 978-2-87763-222-5, OCLC 57373004, lire en ligne)